# Планиново
Планиново е село в Южна България. То се намира в община Тополовград, област Хасково.

## География
Село Планиново се намира близо до вр. Вишеград, най-високия връх в Сакар.

## История
Старото му име е Крумово.

## Културни и природни забележителности
Караколевата дупка

## Личности
- Димитър Димитров (р.1951), български офицер, генерал-майор